# Helmut C. Schulitz
Helmut C. Schulitz (* 17. Juli 1936 in Bublitz) ist ein deutscher Architekt und Hochschullehrer.

## Leben

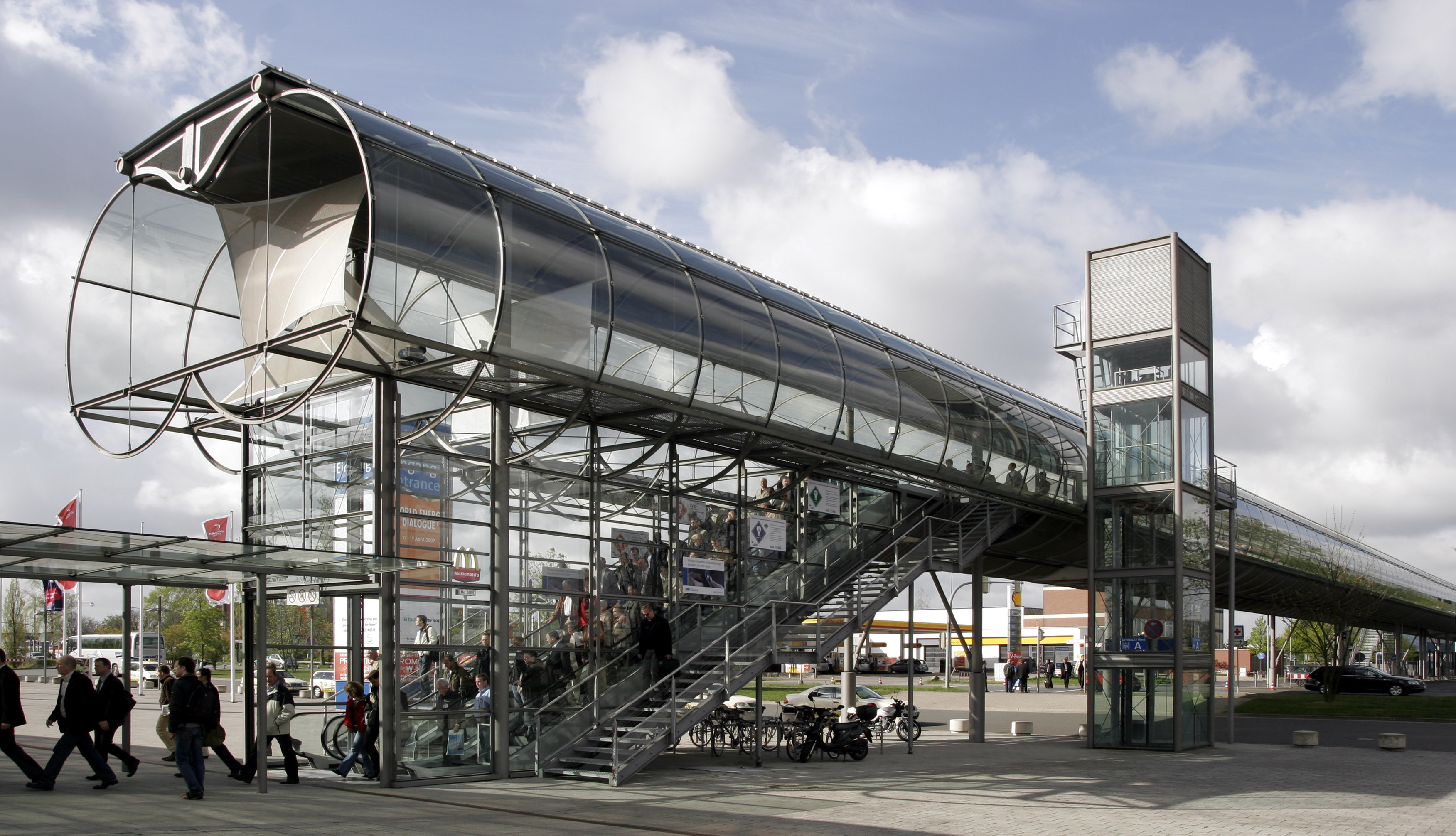
Skywalk für die EXPO 2000 in Hannover

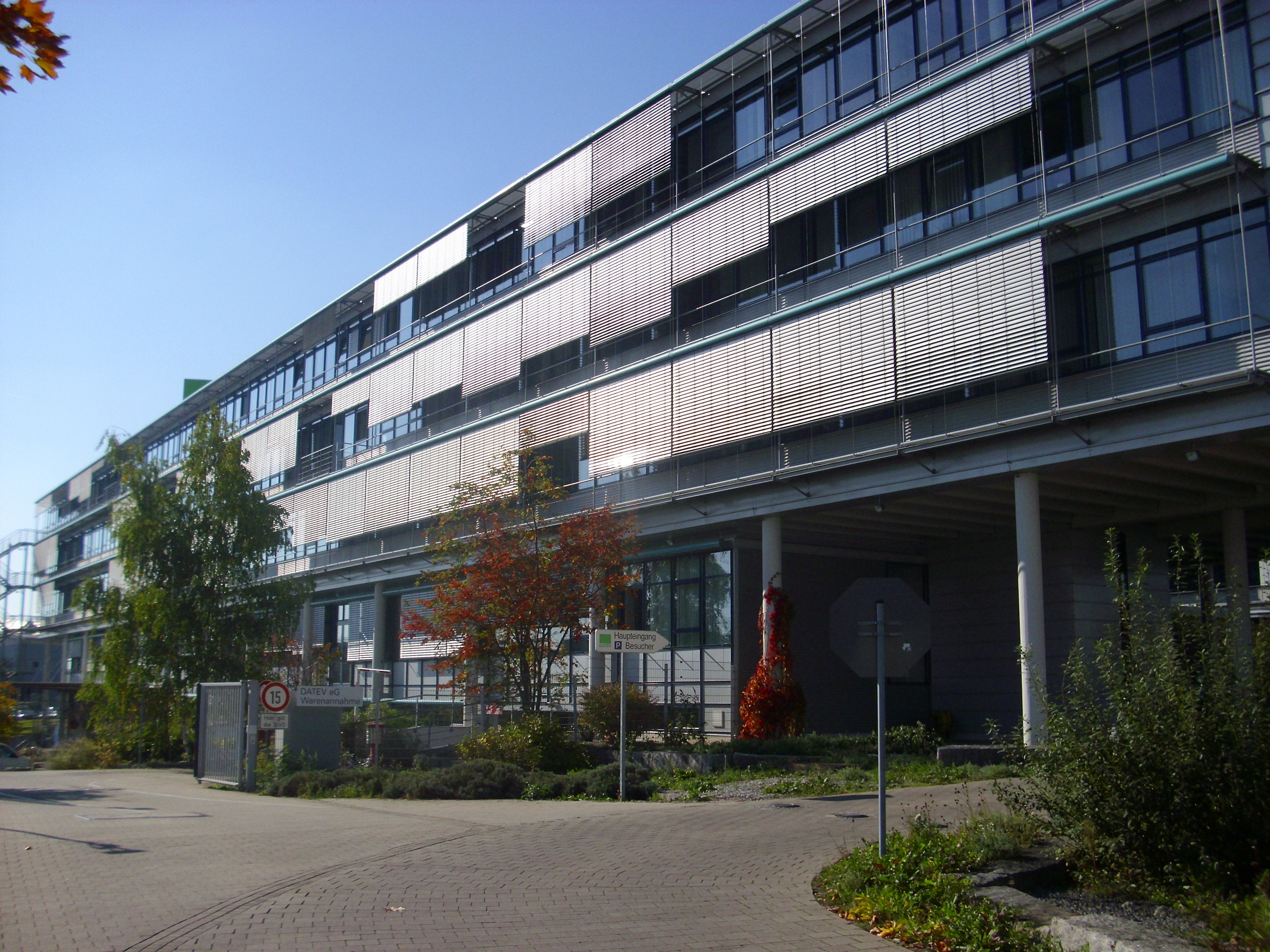
Datev Servicezentrum in Nürnberg

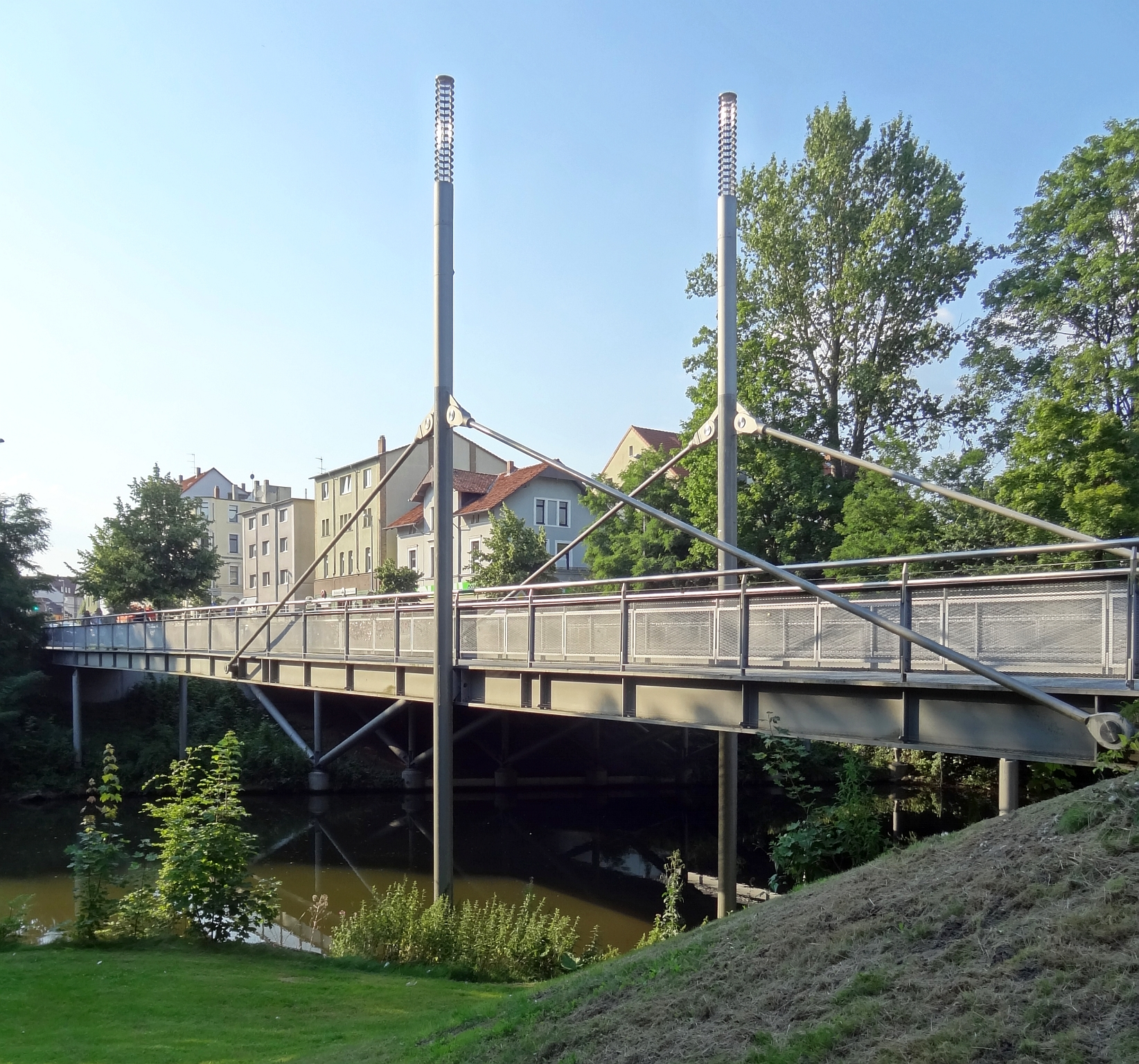
Petritorbrücke in Braunschweig

Helmut C. Schulitz absolvierte eine Maurerlehre und studierte anschließend Architektur an der Technischen Hochschule München. Er arbeitete u. a. im Architekturbüro von Gustav Hassenpflug sowie im Universitätsbauamt München und wurde 1965 Regierungsbaumeister.
An der University of California, Los Angeles schloss Schulitz 1968 ein weiteres Studium der Architektur ab und wurde im folgenden Jahr Professor an der Hochschule. Parallel rief er mit anderen Architekten zusammen das Architektur- und Städtebaubüro U.I.G. Urban Innovations Group „als Praxisarm der Universität“ ins Leben. Nachdem dort Tendenzen der aufkommenden Postmoderne u. a. mit Projekten von Charles Moore dominant wurden, gründete Schulitz 1975 sein eigenes Architekturbüro Schulitz+Partner, das seinen Sitz seit 1982 als Schulitz Architekten in Braunschweig hat. Im gleichen Jahr wurde Schulitz an die Technische Universität Braunschweig berufen, wo er als Nachfolger von Walter Henn bis 2001 das Institut für Industriebau im Fachbereich Architektur leitete. Er hatte Gastprofessuren an der Universität Karlsruhe (1978/79), am Massachusetts Institute of Technology (1987) sowie der Universität Montreal (1999).
Schulitz ist Ehrenmitglied im American Institute of Architects sowie Mitglied im Bund Deutscher Architektinnen und Architekten, der Braunschweigischen Wissenschaftlichen Gesellschaft und der Akademie der Künste Berlin.

## Bauten (Auswahl)
- 1975: Schulitz House in Beverly Hills, Kalifornien, USA
- 1980: Vasa Studios + Galerie, Los Angeles, USA
- 1984: Institut für Angewandte Mikroelektronik IAM der Technischen Universität Braunschweig
- 1992: Computer Integrated Manufacturing CIM-Zentrum der Technischen Universität Braunschweig
- 1998: Skywalk für die EXPO 2000 in Hannover
- 2000: Petritorbrücke in Braunschweig
- 2001: Datev Servicezentrum in Nürnberg
- 2004: Heinz-von-Heiden-Arena in Hannover
- 2011: Eissport- und Schwimmhalle Lentpark in Köln
- 2012: Benno-Ohnesorg-Brücke in Hannover
- 2013: Arena Fonte Nova in Salvador da Bahia, Brasilien

## Schriften
- Goodbye Architecture. In: Artforum, Vol. 9, No. 1. (September 1970), S. 50–54 (englisch) (online)
- mit Karl J. Habermann und Werner Sobek: Stahlbau Atlas. Birkhäuser, Basel / Boston / Berlin 2001, ISBN 978-3-7643-6399-4.
- Entfesselung der Architektur. Jovis, Berlin 2014, ISBN 978-3-86859-322-8.
- The Turning Point in Architectural Design. A Historical Scenario for the Future. Hirmer, München 2021, ISBN 978-3-7774-3676-0.